# Piprite à tête grise
Piprites griseiceps
Espèce
Statut de conservation UICN

 LC  : Préoccupation mineure
Le Piprite à tête grise (Piprites griseiceps) est une espèce de passereaux placée dans la famille des Tyrannidae.

## Répartition
Cet oiseau vit au Costa Rica, au Guatemala, au Honduras et au Nicaragua.

## Habitat
Il habite les forêts humides tropicales et subtropicales de basse altitude.